# Museu Arqueològic Comarcal de Banyoles
El Museu Arqueològic Comarcal de Banyoles (MACB) és un museu arqueològic a l'edifici de la Pia Almoina de Banyoles, a la placeta de la font número 11. En ell es conserven i es mostren totes aquelles col·leccions que procedeixen dels jaciments arqueològics de la comarca del Pla de l'Estany. Forma part de la Xarxa de Museus Locals de Catalunya-Girona. Es va fundar l'any 1933, quan l'Ajuntament de Banyoles el creà arran de les troballes a la vil·la romana de Vilauba de l'any 1932.
El MACB conserva els materials d'importants jaciments paleontològics (Terciari final-Quaternari antic, 5-1 milions d'anys abans d'ara) i també de les ocupacions humanes del Pla de l'Estany entre el Paleolític inferior/mitjà (250.000 aC) i el segle xx. A més de les col·leccions prehistòriques de Pere Alsius Torrent (finals del segle XIX) i de Josep M. Corominas Planellas (1933-1973), el MACB recull des de l'any 1975 els objectes procedents de les excavacions modernes que es realitzen a la comarca: el jaciment paleontològic d'Incarcal (Crespià), les coves paleolítiques de Serinyà, el poblat neolític de la Draga (Banyoles), la vil·la romana de Vilauba (Camós) i els forns romans d'Ermedàs (Cornellà del Terri), entre molts d'altres.

## Edifici
El museu està ubicat en un palau gòtic del segle xiv, que al llarg de la seva història ha tingut diversos usos, entre d'altres el d'ajuntament, casa de caritat.
L'edifici es va construir sobre les restes d'altres edificacions preromàniques i romàniques. Destaca la seva galeria gòtica central, així com la Sala Major del Consell, anteriorment decorades amb pintures de color vermell, groc i negre, de les quals es conserven unes poques restes a la sala major. L'edifici disposa d'una gran escala de pedra que permet accedir al primer pis, recordant els palaus gòtics del Carrer de Montcada de Barcelona, on es troba el Museu Picasso.
El museu va començar a portar les seves primeres peces a l'edifici de Pia Almoina a principis dels anys 30, molt poc després que l'edifici es deixés de fer servir com a Ajuntament local (1928). L'edifici seria durant un temps compartit amb l'Escola d'Arts i Oficis de Banyoles, qui en faria ús fins ben entrats els anys 50 del segle xx, amb el Centre d'Estudis Comarcals de Banyoles (CECB) i amb l'Arxiu Històric Comarcal de Banyoles. Aquest últim es traslladaria a un edifici propi el 2006.
Durant els anys 40 una zona de l'edifici de la Pia Almoina es va veure escapçada per l'ampliació del carrer que duu el mateix nom.
A finals dels anys 70, el MACB va adquirir Can Fornells, un edifici medieval annex al museu. Això va permetre ampliar les seves sales i crear una zona d'exposició de paleontologia i reordenar les sales de prehistòria. Aprofitant aquestes obres, es va reconstruir tota la disposició de la segona planta, amb l'objectiu de crear una zona d'investigació i de serveis del museu (conservació i restauració, magatzems, despatxos...)
Durant els anys 90 es van restaurar les pintures gòtiques de la Sala d'història. Pocs anys després, entre 1998 i 2004, es van restaurar els edificis medievals i moderns de Can Paulí i Can Xueta, on hi ha una sala polivalent, magatzems i el servei educatiu del museu.

## Història
El museu es va inaugurar l'any 1933, gràcies a un projecte municipal en col·laboració amb diferents prohoms locals, tot i que la seva creació legal com a museu no tindria lloc fins al 1988.
Els diferents veïns interessats per l'arqueologia i la història de la comarca van anar aportant les seves col·leccions. Un cop finalitzada la guerra civil, el Centre d'Estudis Comarcals de Banyoles assumiria la direcció del centre fins al 1984, any en què la gestió passaria de nou a mans de l'Ajuntament, mitjançant una junta de museus. Actualment la titularitat és compartida entre aquestes dues entitats.

## Col·lecció
A les diverses sales del museu es fa un repàs de la història de l'evolució humana, des dels primers homínids fins a l'edat mitjana. El museu disposa d'unes sales de paleontologia i prehistòria, on es poden veure des de fòssils de grans animals del període terciari i quaternari, això com algunes peces del poblat neolític de la Draga. També disposa d'unes sales on es poden contemplar diversos objectes relacionats amb l'època dels ibers, els romans, entre d'altres.
Obres destacades:
- Sant Antoni de Pàdua de Santa Maria dels Turers. Talla de fusta barroca.
- Gran felí amb dents de sabre d'Incarcal crani de felí
- Placa medieval d'un arnès de cavall
- Capitells romànics de l'antic monestir benedictí de Sant Esteve de Banyoles
- Piques baptismals de l'antic monestir benedictí de Sant Esteve de Banyoles, una preromànica d'immersió (s.IX-X) i l'altra romànica (s.XI)
- Molar de mastodont: Els mastodonts d'Alvèrnia (Anancus arvenensis) són uns dels animals pliocènics (Terciari final, 5-3 milions d'anys abans d‘ara) més abundants als jaciments paleontològics del Pla de l'Estany, en especial a les terreres de Cornellà del Terri. Des de 1950 s'han recuperat nombroses restes d'aquests animals, que solen anar acompanyades d'altres espècies contemporànies com el rinoceront etrusc (Stephanorhinus etruscus), l'al·lohip i el cérvol (Cervidae sp) de mida petita.[6]
- Arpó magdalenià: Els arpons amb doble filera de dents marquen a Europa occidental el punt culminant del magdalenià superior, entre el 9.000-8.000 aC, just abans que s'acabi el període glacial i comencin les cultures derivades del magdalenià, com l'azilià. L'extraordinària indústria òssia, amb algunes peces decorades amb incisions, de la Bora Gran d'en Carreras (Serinyà), compta amb arpons amb dues fileres de dents que hem de situar, doncs, en aquest moment final del Paleolític superior, el moment dels darrers grans caçadors.[7]
- Vas neolític: El Neolític antic de Catalunya es correspon amb el desenvolupament de la cultura cardial (5500-5000 aC), anomenada així per la petxina (Cardium edule) amb què decoraven els seus vasos ceràmics. Cap al final d'aquesta cultura, a la fase epicardial (5000-4500 aC) s'acostuma a enterrar els morts en espais sepulcrals, situats al fons de coves, que normalment no són aptes per a viure-hi. Aquest és el cas de la cova de Mariver (Martís, Esponellà) d'on procedeix aquest vas globular amb coll, una ofrena mortuòria.[8]
- Deessa fortuna: L'any 1987 es va fer un descobriment sensacional a la vil·la romana de Vilauba (Camós). Al peu de la paret oest d'una habitació o larari de la part altimperial (I-III dC), dedicada al culte domèstic, es van recuperar tres figures de bronze, amb els seus peus troncocònics, que corresponien a una Fortuna, un Mercuri i un Lar. Aquesta mena de déus són els que es troben normalment a les cases de camp romanes, on la devoció per la riquesa, el comerç i els avantpassats superava de molt la que tenien als grans déus del panteó romà.[9]
- Bol de ceràmica blava: Al Pla de l'Estany comptem amb pocs jaciments arqueològics d'època medieval que hagin estat excavats científicament. Un d'ells, afortunadament, és la torre o guardiola d'Espasens, una petita fortificació del terme de Fontcoberta. Va ser excavada del tot entre 1988-1989, amb el suport del museu, i va proporcionar materials molt interessants dels segles XIV-XV com ara objectes de bronze, daus d'os, eines de ferro, monedes i vasos ceràmics de cuina o de taula com aquest bol vidriat en blau.[10]

## Exposició permanent
L'exposició permanent es troba repartida en diversos ambients:
- La sala de paleontologia (5 milions-750.000 aC)- s'hi exposen els resultats d'excavacions a jaciments com les Pedreres de Cornellà del Terri, els estanyols d'Incarcal (Crespià) i la Bòbila Ordis (Porqueres).[11] La sala de paleontologia acull una variada i important col·lecció de finals del Terciari i d'inicis del Quaternari (5-1 milions d'anys abans d'ara), producte sobretot de les excavacions paleontològiques que duu a terme a la comarca l'Institut de Paleontologia de Catalunya des de l'any 1980 al jaciment d'Incarcal (Crespià) i de les troballes dels anys 50-70 del segle XX recollides al museu (terreres de Cornellà del Terri, Bòbila Ordis). De tot el conjunt val la pena destacar els mastodonts, rinoceronts, cérvols i cavalls petits (Terciari final, 5-3 milions abans d'ara) de Cornellà del Terri i la magnífica sèrie de carnívors (tigres amb dents de sabre, hienes) i d'herbívors (elefants, hipopòtams, cérvols gegants, cavalls) de la Bòbila Ordis i d'Incarcal (Quaternari inicial, 1,3-0,75 milions d'anys abans d'ara).[12] En el jaciment d'Incarcal, gràcies a una excavació acurada, s'han recuperat algunes restes molt poc comunes en aquests períodes tan remots, com nombroses nous i una aranya.
- La sala de prehistòria (250.000-700 aC) - Espai on es comenta la troballa de 1887 de la mandíbula neandertaliana de Banyoles, a les pedreres del Pla de la Formiga, entre Porqueres i Banyoles. Les sales de prehistòria són la part més reconeguda de les col·leccions del museu. Compten amb els materials descoberts per Pere Alsius (finals del segle XIX) com la mandíbula neandertal de Banyoles, els materials de la col·lecció de Josep M. Corominas (1933-1973) i de les excavacions modernes dutes a terme des de l'any 1975 per la Universitat de Girona. Hi destaquen els jaciments del Paleolític mitjà/superior de les coves de Serinyà (Arbreda, Reclau Viver, Pau, Mollet-I, Mollet-III, Cau del Roure i Bora Gran d'en Carreras), que ens proporcionen una visió completa de la cultura material, fauna i medi ambient dels homes de neandertal i sapiens que hi van habitar entre el 200.000 y 8.000 aC. Un altre jaciment primordial del museu és el poblat del Neolític antic lacustre (cultura cardial, 5300-5000 aC) de la Draga, descobert a la vora oriental de l'estany de Banyoles l'any 1990. La seva excavació la coordina el museu, amb la col·laboració del Centre d'Arqueologia Subaquàtica de Catalunya, la Universitat Autònoma de Barcelona i el CSIC. Els nombrosos objectes de fusta que s'hi han conservat, gràcies a la seva situació, juntament amb la resta de la seva cultura material (objectes d'os, pedra, ceràmica, fauna i vegetals) formen una de les col·leccions més valuoses del museu. Cal esmentar també les restes humanes i aixovars funeraris procedents dels enterraments a les coves sepulcrals de Martís (Mariver i Encantades) i Serinyà, que abracen un període comprès entre el neolític antic i l'edat del bronze final (5500-700 aC).[13]
- La sala d'història (700 aC-1800 dC), dividida entre una etapa ibèrica, una romana i una tardoromana.[14] Presenta els objectes ibèrics de la comarca, en especial els del poblat del Mas Castell de Porqueres, on hi podem veure els primers vasos ceràmics a torn, armes i eines de ferro i també monedes de bronze, que són les grans innovacions en la cultura material de les tribus ibèriques. Al Pla de l'Estany es tracta de la tribu dels indiketes com a l'Empordà. Segurament però, el jaciment històric més important que conserva el museu és la vil·la romana i visigoda de Vilauba (Camós). Aquesta vil·la va ser descoberta l'any 1932, però les excavacions sistemàtiques, coordinades pel museu, van començar l'any 1978 i s'allarguen fins avui dia. A Vilauba es pot estudiar com eren les vil·les romanes de l'època altimperial (segles I-III dC), de l‘etapa baiximperial (IV-V dC) i del període visigòtic (VI-VII dC), quan la vil·la es transforma ja en un vicus o poble altmedieval. Aquesta etapa baiximperial i visigoda també és present al Mas Castell de Porqueres, on es coneix una necròpolis i diversos temples d'aquest moment. L'època medieval de la comarca està present al museu sobretot a través de les col·leccions del castell d'Espasens (Fontcoberta) dels segles xiv i xv, i també per les troballes, en especial les necròpolis, del barri vell de Banyoles. La mateixa Pia Almoina, l'edifici principal del museu, ha proporcionat nombrosos vasos ceràmics dels segles XIV-XVI (subsòl pati gòtic interior) i del XVII-XIX (pou gòtic del pati interior).[15]